# Musikjahr 1829
Liste der Musikjahre

◄◄ | ◄ | 1825 | 1826 | 1827 | 1828 | Musikjahr 1829 | 1830 | 1831 | 1832 | 1833 | ► | ►►

Weitere Ereignisse
Dieser Artikel behandelt das Musikjahr 1829.

## Ereignisse
- 11. März: Mit der ersten Wiederaufführung der Matthäus-Passion von Johann Sebastian Bach nach dessen Tod durch die Sing-Akademie zu Berlin begründet Felix Mendelssohn Bartholdy eine Bach-Renaissance im 19. Jahrhundert.
- 23. Mai: Der Orgel- und Klavierbauer Cyrill Demian erhält in Wien zusammen mit seinen Söhnen Karl und Guido ein Privilegium (Patent) für die Erfindung des Akkordeons.

## Instrumental und Vokalmusik (Auswahl)
- Hector Berlioz: Le Ballet des ombres op. 2; Irlande: mélodies irlandaises (9 Melodien) op. 2b; Huit scènes de Faust
- Frédéric Chopin: Trio für Klavier, Violine und Violoncello g-Moll op. 8 entstanden 1829, veröffentlicht 1833; Souvenir de Paganini A-Dur; Lied (als Mazurka) G-Dur: Jakież kwiaty, jakie wianki (deutsch Welche Blumen, welche Kränze); Polonaise Ges-Dur
- Johann Nepomuk Hummel: Septett Nr. 2 C-Dur op. 114
- Franz Lachner: Klaviertrio Nr. 2 c-Moll; Bläserquintett Nr. 2 Es-Dur; Die vier Menschenalter. Kantate op. 31
- Ferdinand Ries: Ouvertüre zu Schillers Trauerspiel Die Braut von Messina op. 162
- Louis Spohr: Klarinettenkonzert Nr. 4 E-moll, Uraufführung am 12. Juni beim Musikfest in Nordhausen
- Johann Strauss (Vater): Charmant-Walzer op. 31

## Musiktheater

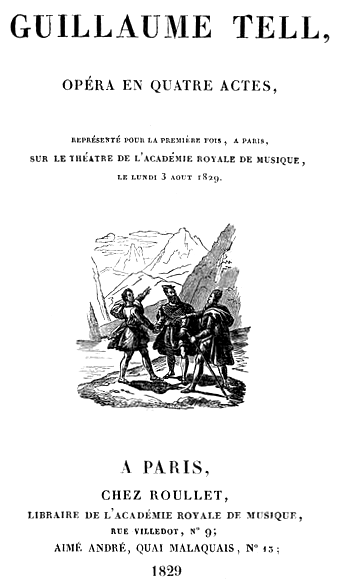
Gioachino Rossini – Guillaume Tell – Titelseite des Librettos, Paris 1829

- 10. Januar: Die Uraufführung der Oper La fiancée (Die Braut) von Daniel-François-Esprit Auber erfolgt an der Opéra-Comique in Paris. Bereits Ende des Jahres übersetzt Louis Angely das Libretto von Eugène Scribe und inszeniert die Oper am Königsstädtischen Theater in Berlin.
- 12. Januar: Uraufführung der Oper Il paria von Gaetano Donizetti in Neapel, Teatro San Carlo
- 06. Februar: Uraufführung der Oper Le Jeune Propriétaire et le vieux fermier von Adolphe Adam am Théâtre des Nouveautés in Paris
- 09. Februar: Uraufführung der Oper Pierre et Catérine von Adolphe Adam an der Opéra-Comique in Paris
- 14. Februar: Die Oper La straniera (Die Fremde) von Vincenzo Bellini hat ihre Uraufführung am Teatro alla Scala di Milano in Mailand. Das Libretto hat Felice Romani auf Grundlage des Romans L’Étrangère von Charles Victor Prévôt, Vicomte d’Arlincourt verfasst.
- 26. Februar: Uraufführung der Oper Il giovedì grasso von Gaetano Donizetti in Neapel, Teatro del Fondo
- 11. März: Uraufführung der Oper Saul von Nicola Vaccai in Neapel. (komponiert 1825 oder 1826)
- 16. Mai: Die Uraufführung der Oper Zaira von Vincenzo Bellini am Teatro Ducale in Parma ist ein Misserfolg. Bellini verwendet deshalb größere Teile von Zaira in anderen Werken, insbesondere in der 1830 entstandenen Oper I Capuleti e i Montecchi.
- 20. Mai: Uraufführung der komischen Oper Les Deux Nuits von François-Adrien Boieldieu in Paris, (Opéra-Comique Ventadour)
- 12. Juni: Erste vollständige Aufführung der Oper  Agnes von Hohenstaufen von Gaspare Spontini in Berlin
- 27. Juni: Uraufführung der Oper Colombo von Luigi Ricci in Parma (Teatro ducale)
- 06. Juli: Uraufführung der Oper Il castello di Kenilworth von Gaetano Donizetti in Neapel, Teatro San Carlo
- 03. August: Die Oper Guillaume Tell (Wilhelm Tell) von Gioachino Rossini wird an der Grand Opéra Paris uraufgeführt. Rossinis letzte Oper ist zugleich seine einzige Grand opéra. Der Text stammt von Etienne de Jouy und Hippolyte Bis nach dem gleichnamigen Schauspiel von Friedrich Schiller.
- 09. September: Uraufführung der Oper L’orfanella di Ginevra von Luigi Ricci in Rom (Teatro Valle)
- 26. September: Uraufführung der Oper Jenny von Michele Carafa in der Opéra-Comique, Paris
- 03. Oktober: Uraufführung des Liederspiels Denise, Das Mädchen von Montfermeil von Conradin Kreutzer im Kärntnertortheater Wien. Später wird das ursprünglich fünf Akte umfassende Werk umgearbeitet und auf drei Akte verkürzt.
- 10. Oktober: Uraufführung der revidierten Fassung Oper Alina (ursprünglich 1828 aufgeführt) von Gaetano Donizetti in Rom
- 07. November: Uraufführung der komischen Oper Le dilettante d’Avignon von Fromental Halévy nach einem Libretto von Léon Halévy an der Opéra-Comique in Paris
- 12. Dezember: Uraufführung der Oper Le nozze di Lammermoor von Michele Carafa im Théâtre-Italien, Paris.
- 22. Dezember: Uraufführungen der Oper Der Templer und die Jüdin von Heinrich Marschner am Stadttheater in Leipzig und des Liederspiels Die Heimkehr aus der Fremde von Felix Mendelssohn Bartholdy im Gartensaal des mendelssohnschen Familienbesitzes in Berlin
- 26. Dezember: Uraufführung der Oper Il sonnambulo von Luigi Ricci in Rom (Teatro Valle)

## Weitere Werke
- Ferdinand Ries: Der Sieg des Glaubens, Oratorium in zwei Abteilungen für Soli, Chor und Orchester op. 157
- Hector Berlioz: Cléopâtre (Bühnenwerk)
- Giovanni Pacini: Il contestabile di Chester (Oper)
- Saverio Mercadante: La rappresaglia (Oper)
- Ferdinand Hérold: L’Illusion (Oper); Emmeline (Oper); La Belle au bois dormant (Ballett)

## Geboren

### Geburtsdatum gesichert
- 24. Januar: William Mason, US-amerikanischer Pianist, Komponist und Musikpädagoge († 1908)
- 04. Februar: Paul d’Ivry, französischer Komponist († 1903)
- 11. Februar: Wilhelm Westmeyer, deutscher Komponist und Pianist († 1880)
- 12. Februar: Léonce Cohen, französischer Komponist († 1901)

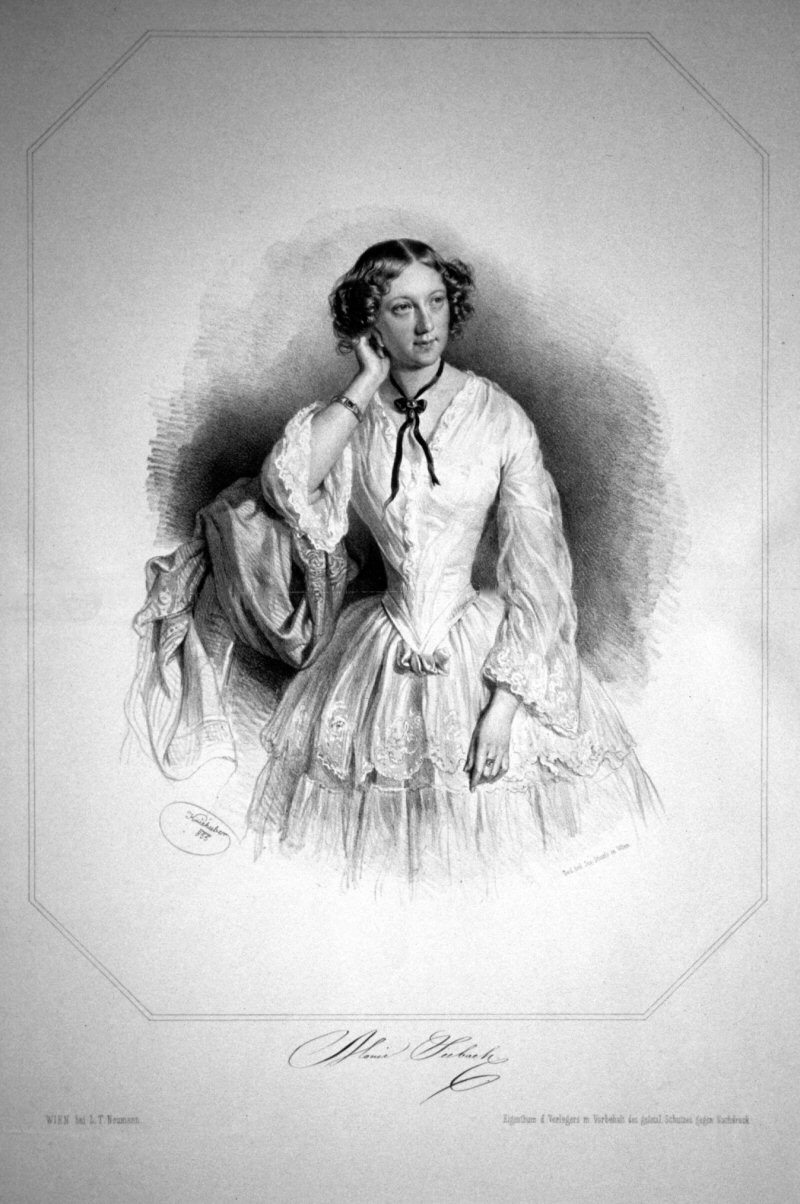
Marie Seebach; * 8. März

- 08. März: Marie Seebach, deutsche Schauspielerin und Opernsängerin († 1897)
- 21. April: Hugo Schwantzer, deutscher Organist, Komponist und Hochschullehrer († 1886)
- 30. April: Friedrich Koenen, deutscher Domkapellmeister und Komponist († 1887)
- 03. Juni: Charles Renaud de Vilbac, französischer Organist und Komponist († 1884)
- 11. Juni: Christoph Bernhard Sulze, deutscher Organist und Hochschullehrer († 1889)
- 31. Juli: Sophie Offermans-van Hove, niederländische Konzertsängerin († 1906)
- 28. August: Albert Dietrich, deutscher Komponist († 1908)
- 11. September: Johann Caspar Willi, Schweizer Komponist und Dirigent († 1905)
- 14. Oktober: Jakob Blumenthal, deutscher Pianist und Komponist († 1908)
- 19. November: Bonaventura Frigola i Frigola, katalanischer Komponist, Violinist und Kapellmeister († 1901)
- 22. November: Matthias Braumandl, deutscher Orgelbauer († 1906)
- 28. November: Anton Rubinstein, russischer Komponist, Pianist, Dirigent († 1894)
- 24. Dezember: Benjamin Ipavec, slowenischer Komponist († 1908)
- 25. Dezember: Patrick Gilmore, US-amerikanischer Komponist und Militärkapellmeister († 1892)

### Genaues Geburtsdatum unbekannt
- Adolf Geyer, deutscher Sänger und Musikdirektor († 1896)

## Gestorben

### Todesdatum gesichert
- 27. Januar: Anton Dörfeldt, böhmisch-russischer Militärkapellmeister (* 1781)

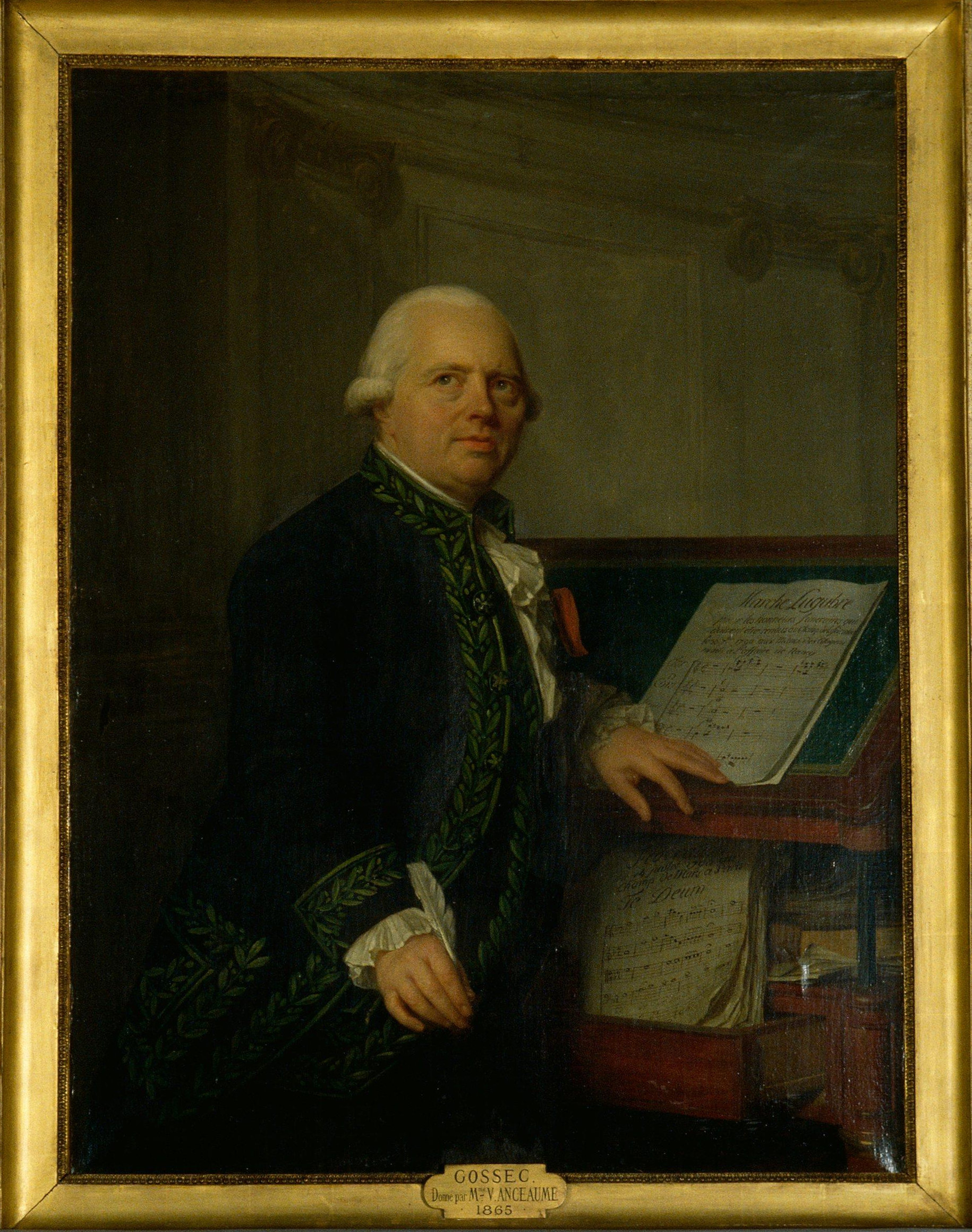
François-Joseph Gossec; † 16. Februar

- 16. Februar: François-Joseph Gossec, belgischer Komponist und Musiker (* 1734)
- 18. Februar: Jan Křtitel Kuchař, tschechischer Komponist (* 1751)
- 24. Februar: Jan Stefani, polnischer Komponist (* um 1747)
- 29. April: Josef Gast, österreichischer Orgelbauer (* 1762)
- 08. Mai: Mauro Giuliani, italienischer Gitarrist und Komponist (* 1781)
- 19. Mai: Caroline Longhi, italienische Harfenistin und Pianistin (* um 1793)
- 25. Mai: Antonio Bagatella, italienischer Musiktheoretiker und Geigenbauer (* 1755)
- 23. August: Samuel Gottlob Auberlen, schwäbischer Musiker und Liedkomponist (* 1758)
- 24. August: Louise Müller, deutsche Sängerin und Klavierlehrerin (* 1763)
- 06. November: Johann Heinrich Friedrich Schütz, deutscher Organist, Kantor, Pädagoge und Badeinspektor (* 1779)
- 09. November: Jean-Xavier Lefèvre, Schweizer Komponist und Musikpädagoge (* 1763)

### Genaues Todesdatum unbekannt
- Matthieu-Frédéric Blasius, französischer Violinist, Klarinettist, Dirigent und Komponist (* 1758)
- Jakob August Otto, deutscher Instrumentenmacher und Geigenbauer (* 1760)